# Ruesnes
Ruesnes là một xã ở tỉnh Nord ở miền bắc nước Pháp. Xã này có diện tích 6,75 km², dân số năm 1999 là 496 người. Xã nằm ở khu vực có độ cao trung bình mét trên 125 mực nước biển. 